# Armoiries de la Jordanie
Les armoiries de la Jordanie sont les armoiries officielles du monarque et de l'État jordanien. 
Dans la partie supérieure on peut voir une couronne royale sertie d'or qui représente la monarchie. Elle est posée sur une hermine de gueules et d'argent qui représente le trône hachémite. La couleur gueules le sacrifice et l'argent représente la pureté.  
Dans l'hermine figurent deux drapeaux de la Révolte arabe contre le pouvoir ottoman dans laquelle fut inspiré le dessin du drapeau jordanien. Devant les drapeaux on peut voir une aigle de couleur sable avec un bec de gueules et les ailes déployées qui représente le pouvoir et le courage. L'aigle repose sur une orbe d'azur, symbole de la diffusion de l'Islam dans le monde.
Sous l'orbe, on peut voir quelques armes qui symbolisent le désir de recherche de ce qui est correct et le défendre face au faux et à l'injuste. Entre ces armes est représenté un bouclier d'or. La partie inférieure représente la croix de l'ordre de la Renaissance (Wissam al-Nahda), uni par deux rameaux, l'une de blé et l'autre de palmier.  
Entre la décoration et le bouclier d'or, on peut lire, en arabe :  « Abdullah ibn Al Hussein ibn Aoun, Roi du Royaume hachémite de Jordanie qui espère l'aide et le succès grâce à Dieu » .